# MTV Unplugged in New York
MTV Unplugged in New York és un disc en directe del grup nord-americà d'estil grunge Nirvana, llançat el novembre del 1994. El  disc mostra el concert acústic que el grup va fer als estudis Sony Music de Nova York el 18 de novembre del 1993. L'àlbum va guanyar un premi Grammy com a Millor àlbum de música alternativa del 1996. En van llançar una versió en DVD l'any 2007.

## Significat
MTV Unplugged in New York va ser aclamat per la crítica, ja que era la prova que el grup podia transcendir del so grunge al qual eren associats normalment. També va ser com una radiografia dels gustos musicals diversos del grup. Hi havia versions de The Vaselines, David Bowie, els Meat Puppets (els quals van acompanyar-los en les tres versions que els varen fer), i Leadbelly. La crítica va remarcar en especial els arranjaments íntims i menys sorollosos, com ara els acompanyaments de corda en diverses cançons i les bateries més suaus d'en Dave Grohl en comparança amb com acostumava a tocar. Això va permetre que l'habilitat excel·lent d'en Kurt per escriure cançons lluïssin en tot el concert. El disc va començar la primera setmana en la primera posició del Billboard 200. Les vendes van superar el tercer disc d'estudi: In Utero.

## Edició en DVD
El 2007 es va llançar una edició d'Unplugged en DVD, amb material inèdit, com ara assajos, converses entre el grup i el públic amb subtítols, i dues cançons inèdites: Oh, Me i Something in the Way.

## Curiositats
- A MTV Unplugged in New York hi ha dues cançons que no van ensenyar-se en la primera retransmissió del concert de la MTV: Something in the Way, Oh Me, i un tros curt i instrumental de Scentless Apprentice d'en Dave. Tant el CD com la retransmissió ometen les converses entre el públic i els membres del grup, a més de breus parts instrumentals a "In Bloom", "Sliver", "Negative Creep" "Serve The Servants" i "Sweet Home Alabama" de Lynyrd Skynyrd
- Mentre enregistraven la versió inèdita en Cobain s'equivocà. És a la cançó Lake Of Fire, al minut 50.12
- En acabar de tocar Pennyroyal Tea, en Kurt diu "No volíem tocar aquestes dues cançons seguides perquè són exactament el mateix" (es referia a "Dumb" i a "'Polly", ja que els seus acords sonen semblants)
- En acabar la presentació, els executius de la MTV van anar a buscar en Cobain per tal que toqués Lithium o Smells Like Teen Spirit
- A la cançó Jesus Doesn't Want Me For A Sunbeam, en Krist toca l'acordió, i en Dave toca el baix i el Hi hat a la vegada.

## Llista de cançons
En Kurt Cobain ha escrit totes les cançons excepte on s'indiqui el contrari.
1. "About a Girl" — 3:37
2. "Come As You Are" — 4:13
3. "Jesus Doesn't Want Me For A Sunbeam" (Eugene Kelly/Frances McKee; The Vaselines) - 4:37
4. "The Man Who Sold the World" (David Bowie) - 4:20
5. "Pennyroyal Tea" — 3:40
6. "Dumb" — 2:52
7. "Polly" — 3:16
8. "On a Plain" — 3:44
9. "Something in the Way" — 4:01
10. "Plateau" (Kirkwood; Meat Puppets) — 3:38
11. "Oh, Me" (Kirkwood; Meat Puppets) — 3:26
12. "Lake Of Fire" (Kirkwood; Meat Puppets) — 2:55
13. "All Apologies" — 4:23
14. "Where Did You Sleep Last Night?" (Tradicional, arranjaments fets per Leadbelly) — 5:08

## Senzills
L'octubre del 1994 es va llançar l'únic senzill comercial d'About a girl amb la versió de l'Unplugged de la cançó Something in the way a la cara b. Austràlia i Europa foren els únics llocs on fou llançat en format CD. Es van llançar senzills de promoció de les cançons The man who sold the world, Polly, Lake of fire i Where did you sleep last night.

### Posicions
| Any  | Senzill                         | Llista                                    | Lloc    |
| ---- | ------------------------------- | ----------------------------------------- | ------- |
| 1994 | About a Girl                    | Llista oficial de senzills d'Austràlia    | Núm. 4  |
| 1994 | About a Girl                    | Llista oficial de senzills de Suècia      | Núm. 20 |
| 1994 | About a Girl                    | Llista oficial de senzills d'Itàlia       | Núm. 21 |
| 1994 | About a Girl                    | Llista oficial de senzills de França      | Núm. 23 |
| 1994 | About a Girl                    | Llista oficial de senzills d'Holanda      | Núm. 22 |
| 1994 | About a Girl                    | Cançons de rock mainstream (Estats Units) | Núm. 3  |
| 1994 | About a Girl                    | Cançons rock moderno (estados units)      | Núm. 3  |
| 1994 | About a Girl                    | Top 40 Mainstream (Estats Units)          | Núm. 29 |
| 1994 | About a Girl                    | Triple J Hot 100 (Austràlia)              | Núm. 7  |
| 1994 | About a Girl                    | Llistes d'Eslovàquia                      | Núm. 7  |
| 1994 | About a Girl                    | Llistes de Lituània                       | Núm. 4  |
| 1994 | About A Girl                    | Llista nacional del Canadà                | Núm. 7  |
| 1994 | All Apologies                   | Cançons de rock mainstream (Estats Units) | Núm. 4  |
| 1995 | Lake of Fire                    | Cançons de rock modern (Estats Units)     | Núm. 22 |
| 1995 | The Man Who Sold the World      | Cançons de rock mainstream (Estats Units) | Núm. 12 |
| 1995 | The Man Who Sold the World      | Cançons de rock modern (Estats Units)     | Núm. 6  |
| 1995 | The Man Who Sold the World      | Llistes d'Eslovàquia                      | Núm. 4  |
| 1995 | The Man Who Sold the World      | Llistes de Lituània                       | Núm. 1  |
| 1995 | The Man Who Sold the World      | Llista nacional del Canadà                | Núm. 22 |
| 1995 | Where Did You Sleep Last Night? | Llistes de Lituània                       | Núm. 18 |

## Posicions a les llistes
| Any  | Disc                      | Llista                                  | Posició |
| ---- | ------------------------- | --------------------------------------- | ------- |
| 1994 | MTV Unplugged in New York | Billboard 200                           | Núm. 1  |
| 1994 | MTV Unplugged in New York | Llista oficial d'àlbums del Regne Unit  | Núm. 1  |
| 1994 | MTV Unplugged in New York | Llista oficial d'àlbums d'Àustria       | Núm. 1  |
| 1994 | MTV Unplugged in New York | Llista oficial d'àlbums de Nova Zelanda | Núm. 1  |
| 1994 | MTV Unplugged in New York | Llista oficial d'àlbums d'Holanda       | Núm. 1  |
| 1994 | MTV Unplugged in New York | Llista oficial d'àlbums d'Austràlia     | Núm. 1  |
| 1994 | MTV Unplugged in New York | Llista oficial d'àlbums d'Espanya       | Núm. 1  |
| 1994 | MTV Unplugged in New York | Llista oficial d'àlbums a Suècia        | Núm. 2  |
| 1994 | MTV Unplugged in New York | Llista oficial d'àlbums de Suïssa       | Núm. 3  |
| 1994 | MTV Unplugged in New York | Llista oficial d'àlbums de Finlàndia    | Núm. 3  |
| 1994 | MTV Unplugged in New York | Llista oficial d'àlbums de Noruega      | Núm. 6  |
| 1994 | MTV Unplugged in New York | Llista oficial d'àlbums d'Alemanya      | Núm. 6  |
| 1994 | MTV Unplugged in New York | Llista oficial d'àlbums d'Hongria       | Núm. 9  |
| 1994 | MTV Unplugged in New York | Llista oficial d'àlbums d'Itàlia        | Núm. 16 |
| 1994 | MTV Unplugged in New York | Llista oficial d'àlbums del Japó        | Núm. 20 |

## Components
- Kurt Cobain - Guitarra, veu principal
- Krist Novoselic - Baix, bandoneó, guitarra
- Dave Grohl - Bateria, cors, baix
- Pat Smear - Guitarra rítmica

### Col·laboaracions
- Lori Goldston - Violoncel excepte a 1, 2, 5, 10, 11, 12
- Curt Kirkwood Guitarra a 10, 11 i 12
- Cris Kirkwood - Baix a 10, 11 i 12

## Guardons
Premis
- 1996: Grammy al millor àlbum de música alternativa